# 帰田賦
『歸田賦』（帰田賦、きでんのふ）は、中国後漢の文人・張衡（78年-139年）の賦である。6世紀、梁の昭明太子編纂の文芸集『文選』の巻十五の「志」の部に収められている。「帰田」は「官職を辞し、郷里の田園に帰って農事に従うこと」を意味する。

## 背景
張衡は太史令などを歴任した官人で、文人としても賦や絵画の名手であり、一方で科学・数学者としても業績を上げたことで知られる。一方で剛直な人柄であったため、図讖や讖緯説などを厳しく批判し、順帝を取り巻く人々にうとまれた。136年には都を追われ、河間国（現在の河北省南東部）の相となった。河間国では官吏や土豪の不正を激しく取り締まり、民衆がそれをたたえたという。官を辞したい意向を奏上するが許されず、永和3年（138年）には尚書として呼び戻されるが、永和4年（139年）に病死した。『歸田賦』が作られたのは永和3年（紀元138年）のことではないかと思われる。
張衡の詩は、彼の儒家教育よりも道教思想に著しく重きを置きながら、引退して過ごすことを望んでいた生活を反映している。柳無忌は、張衡の詩は道教思想と儒教思想を組み合わせることによって「後の数世紀の玄言詩と自然詩の先駆けとなった」と書いた。この賦において、張衡は道教の聖人である老子（およそ紀元前6世紀）、孔子（紀元前6世紀）、周公（およそ紀元前11世紀）、および三皇についてもはっきりと言及している。

## 内容
文選で同じ部に収録された張衡の作『思玄賦』と同様に、身の不遇を述べ、退隠したいという志を述べるものだが、その構成は大きく異なる。『歸田賦』では退隠したいという動機は自らの拙さであり、『思玄賦』では志の高さによるものである。文量は『歸田賦』が40句あまりであるのに対し、『思玄賦』は700句に及ぶ大作である。
賦は都・俗世を離れて田舎で暮らしたいという志を述べるところから始まる。春の情景を歌う部分には、『詩経』から引用された句が多く見える。六字句は四文字めに必ず「之」や「以」などの声調を整える語を置き、偶数句末では韻を踏む、整然とした構成である。また「兮」の字を用いていないことも特徴である。
六字句と四字句を構築的に配置し、この時代としては特異的に短い賦であるが、一個の完成された賦として成立している。

## 引用
田園詩の中で後代に影響を与える作品であるが、五経の一つ『礼記』や『詩経』の影響を強く受けている。この詩は自然を前面に出し、人間や人間の思想に重きを置かない共通主題を共有する様々な形式の詩に対する数世紀にわたる熱狂の口火を切る助けとなった。こういった詩は山水詩といくらか似ている。しかし、田園詩の場合は、自然のより家庭的な表現に重きを置き、裏庭で見られるような花園や田舎で耕作される自然の姿を称えている。『歸田賦』は自然と社会の対比といった中国古典詩の伝統的主題をも思い起こさせる。
中国日刊紙「光明日報」は2017年の記事で、「『帰田賦』が、五経のひとつ『礼記』の影響を濃厚に受けていることは明らか」と報じている。「中財網」は『礼記』の経解篇に「発号出令而民説、謂之和（天子が命令を発し人びとが幸せになる、即ちこれを和と言う）」との一説があり、月令篇には「命相布徳和令（臣下の相に命じて徳政を敷き勅令を公布し）」というフレーズもあるとしている。

## 原文の一部
|      | 於是仲春令月，時和氣清；原隰鬱茂，百草滋榮。王雎鼓翼，倉庚哀鳴；交頸頡頏，關關嚶嚶。於焉逍遙，聊以娯情。 爾乃龍吟方澤，虎嘯山丘。仰飛纖繳，俯釣長流。觸矢而斃，貪餌呑鈎。落雲間之逸禽，懸淵沉之鯊鰡。 於時曜靈俄景，繼以望舒。極般游之至樂，雖日夕而忘劬。感老氏之遺誡，將回駕乎蓬廬。彈五弦之妙指，詠周、孔之圖書。揮翰墨以奮藻，陳三皇之軌模。苟縱心於物外，安知榮辱之所如。 |
| 張衡 | |

## 影響・評価
情を述べる形式の短編の賦であり、叙情小賦のさきがけと評価されている。陶秋英は『漢賦之史的研究』において、「魏晋六朝の一切の短賦はここに端を発さないものはない」として「萬世不祧の大宗」と評している。
2019年5月より使用される日本の元号「令和」は、『万葉集』に収録されている、大伴旅人による、「梅花の歌の部」の序文が典拠とされている。多くの中国メディアは、「大伴旅人は『帰田賦』に触発されて例の『万葉集』の序文を書き、『帰田賦』は『礼記』から多大な影響を受けた流れがある」と報道している。